# (638) Moira
(638) Moira es un asteroide que forma parte del cinturón de asteroides y fue descubierto el 5 de mayo de 1907 por Joel Hastings Metcalf desde el observatorio de Taunton, Estados Unidos.

## Designación y nombre
Moira fue designado al principio como 1907 ZQ.
Posteriormente se nombró por las moiras, unas diosecillas de la mitología griega.

## Características orbitales
Moira está situado a una distancia media de 2,737 ua del Sol, pudiendo acercarse hasta 2,301 ua. Tiene una inclinación orbital de 7,714° y una excentricidad de 0,1595. Emplea en completar una órbita alrededor del Sol 1654 días.